# Raymond Sommer
Raymond Sommer (Mouzon, 1906. augusztus 31. – Cadours, 1950. szeptember 10.) francia autóversenyző, volt Formula–1-es pilóta, a Le Mans-i 24 órás autóverseny kétszeres győztese.

## Pályafutása
1931-ben Luigi Chinettivel, 1932-ben pedig a legendás Tazio Nuvolarival nyerte meg a Le Mans-i 24 órás autóversenyt.
A Formula–1-es versenyeken nem indult csapattagként, mert nem akarta vállalni az ezzel járó korlátozásokat. Az 1950-es monacói nagydíjon nagyszerűen versenyzett és Formula–2-es Ferrarijával negyedik lett. Az év vége felé Cadours-ban indult egy világbajnokságon kívül rendezett versenyen, ahol halálos balesetet szenvedett.

## Eredményei

### Teljes Formula–1-es eredménylistája
(Táblázat értelmezése)

(Félkövér: pole-pozícióból indult; dőlt: leggyorsabb kört futott) 

| Év   | Csapat                        | Motor             | 1   | 2     | 3   | 4      | 5      | 6      | 7      | Helyezés | Pont |
| ---- | ----------------------------- | ----------------- | --- | ----- | --- | ------ | ------ | ------ | ------ | -------- | ---- |
| 1950 | Scuderia Ferrari              | Ferrari V12       | GBR | MON 4 | 500 |        |        |        |        | 16.      | 3    |
| 1950 | Scuderia Ferrari              | Ferrari V12       |     |       |     | SUI Ki |        |        |        | 16.      | 3    |
| 1950 | Raymond Sommer                | Talbot Straight-6 |     |       |     |        | BEL Ki |        | ITA Ki | 16.      | 3    |
| 1950 | Automobiles Talbot-Darracq SA | Talbot Straight-6 |     |       |     |        |        | FRA Ki |        | 16.      | 3    |

## Fordítás
- Ez a szócikk részben vagy egészben  a   Raymond Sommer című angol Wikipédia-szócikk fordításán alapul.  Az eredeti cikk szerkesztőit annak laptörténete sorolja fel. Ez a jelzés csupán a megfogalmazás eredetét és a szerzői jogokat jelzi, nem szolgál a cikkben szereplő információk forrásmegjelöléseként.